# Чабанка (урочище, Одеська область)
Чаба́нка — заповідне урочище (лісове) місцевого значення в Україні. Об'єкт розташований на території Подільського району Одеської області, на захід від села Будеї. 
Площа — 1662 га. Статус отриманий у 1980 році. Перебуває у віданні ДП «Кодимське лісове господарство» (Будейське л-во, кв. 1-36). 